# Huskvarna
Huskvarna (anciennement orthographié Husqvarna) est une ancienne ville, et aujourd'hui un quartier de Jönköping, dans le Sud de la Suède, qui compte environ 21 500 habitants.
Depuis 1911, et jusqu'à la réforme de 1971, Huskvarna faisait partie des villes de Suède. Elle a aujourd'hui été incorporée à la commune et à sa localité centrale, Jönköping.
C'est dans cette ville, en 1680, qu'a été fondée une manufacture royale de fusils, manufacture qui fut vendue à des propriétaires privés en 1757. Elle continua à vendre des fusils aux armées suédoise et norvégienne, puis commença à fabriquer des machines à coudre et des bicyclettes. Cette compagnie existe toujours, sous le nom de Husqvarna (elle ne changea jamais l'ancienne graphie de son nom et du lieu), et doit en particulier sa notoriété à ses tronçonneuses, à ses tondeuses, à ses machines à coudre (Husqvarna Viking) et à ses motos (Husqvarna Motorcycles).
Les fusils représentés sur les armoiries de la ville sont un symbole de cette entreprise.

## Personnalités
- Erik Edman, footballeur suédois ;
- Birgit Carlstén, actrice et chanteuse ;
- Karin Alvtegen, scénariste et romancière.